# Belomorskaïa (métro de Moscou)
Belomorskaïa (en russe : Беломорская) est une station de la ligne Zamoskvoretskaïa (ligne 2 verte) du métro de Moscou. Elle est située sur le territoire du Raïon Levoberejny, dans le district administratif nord de Moscou.
Elle est mise en service en 2018, sur le prolongement nord de la ligne 2 du métro ouvert en 2017.

## Situation sur le réseau
Établie en souterrain, à 25 mètres sous le niveau du sol, la station de passage Belomorskaïa est située au point 158+21 de la ligne Zamoskvoretskaïa (ligne 2 verte), entre les stations Khovrino (terminus nord) et Retchnoï vokzal (en direction de Alma-Atinskaïa).

## Historique
Bien qu'envisagée dès 1957, la station n'est construite qu'à partir de 2014 sur le trajet de l'extension de la ligne entre Retchnoï vokzal et Khovrino qui est ouverte en décembre 2017. Les travaux de la station, rendus difficiles par les conditions hydro-géologiques, sont interrompus mais à la suite d'une pétition populaire ils sont menés à terme et Belomorskaïa est mise en service le 20 décembre 2018.

## Services aux voyageurs

### Accès et accueil
Établie sous la rue Belomorskaïa, à l'intersection avec la rue Smolnaïa, la station possède deux voies et un quai central. L'accès s'effectue par un édicule équipé d'escaliers mécaniques et d'ascenseurs.

### Desserte
Belomorskaïa est desservie par les rames de la ligne Zamoskvoretskaïa (ligne 2 verte).

Installations et desserte
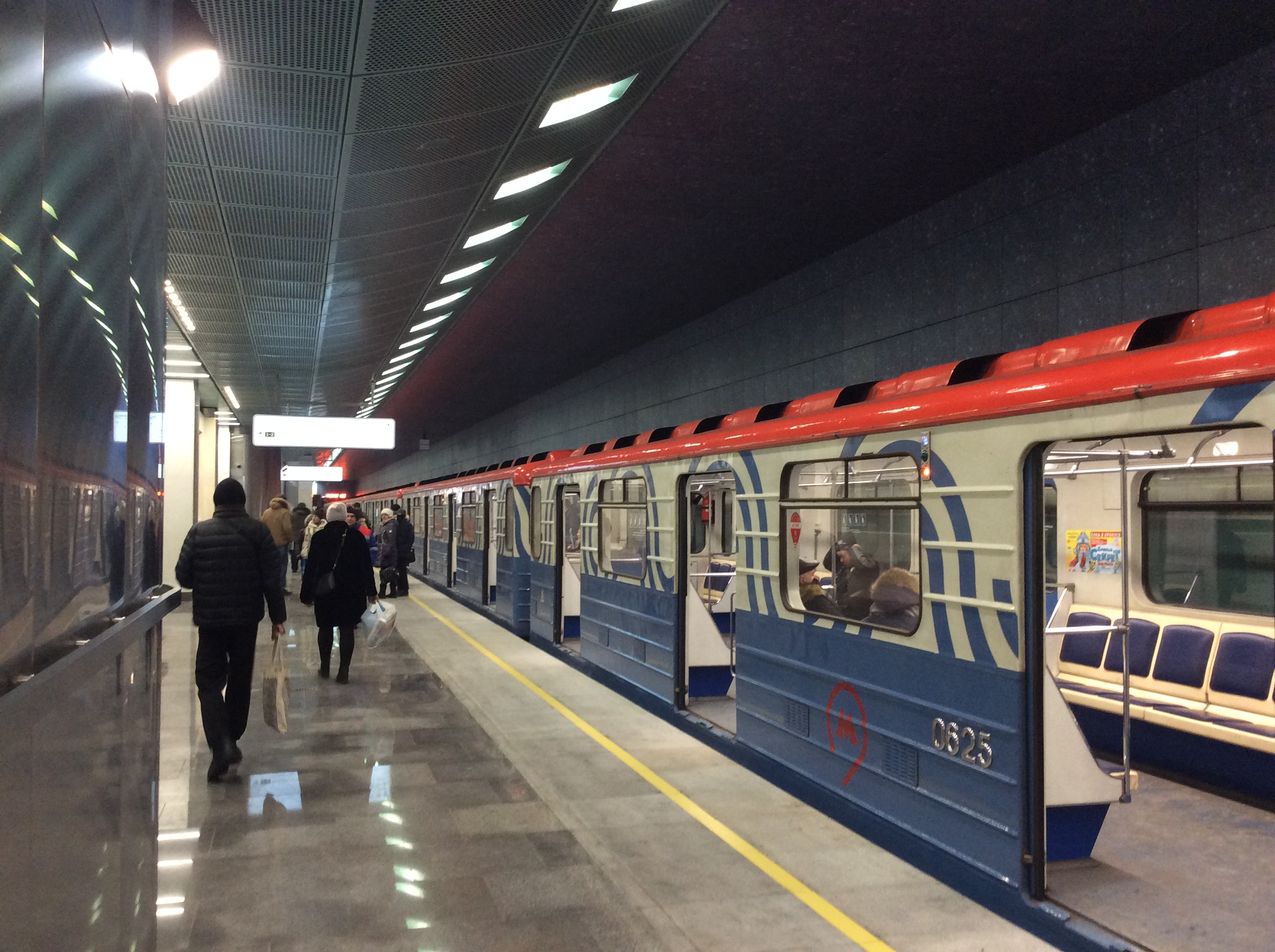
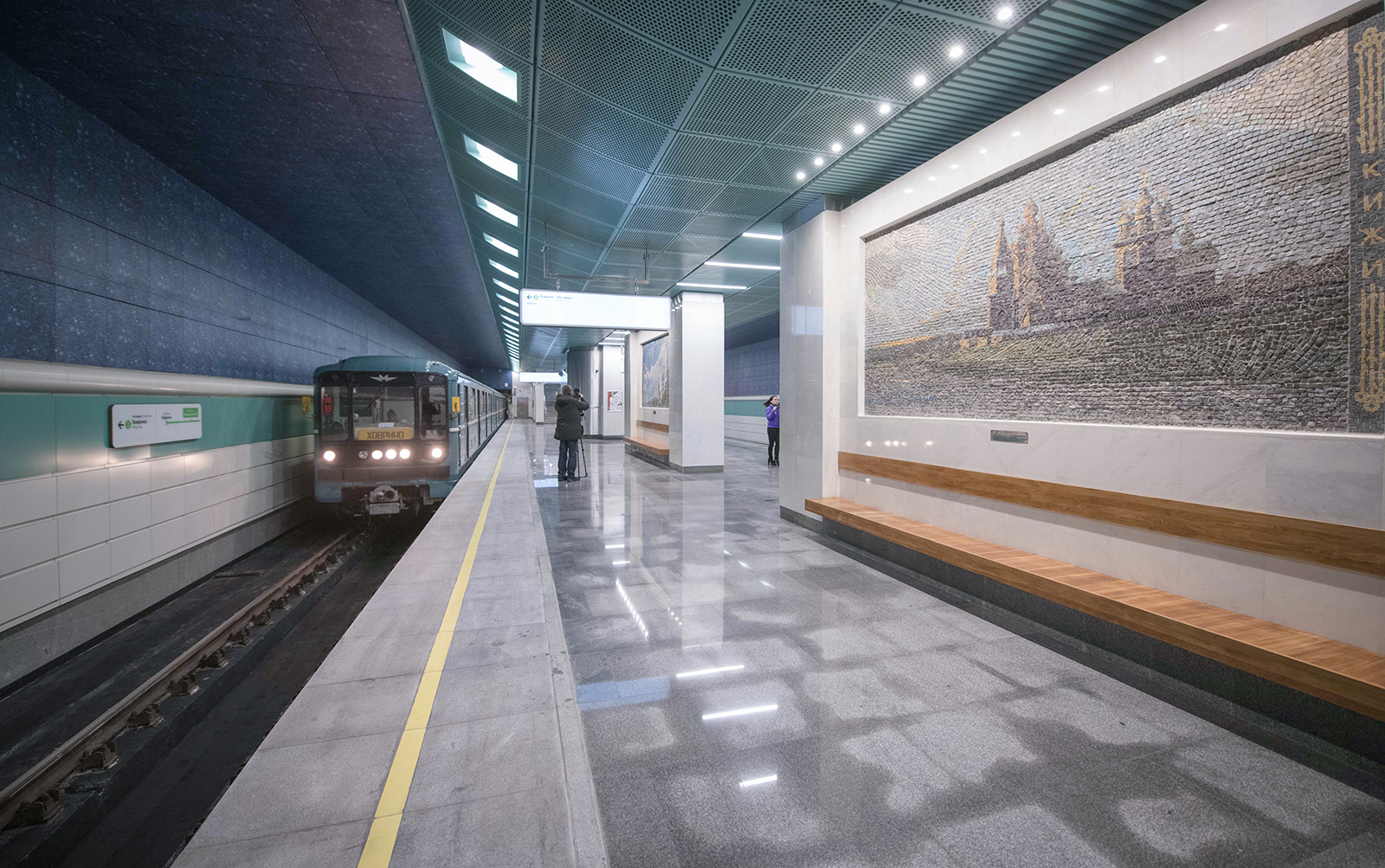
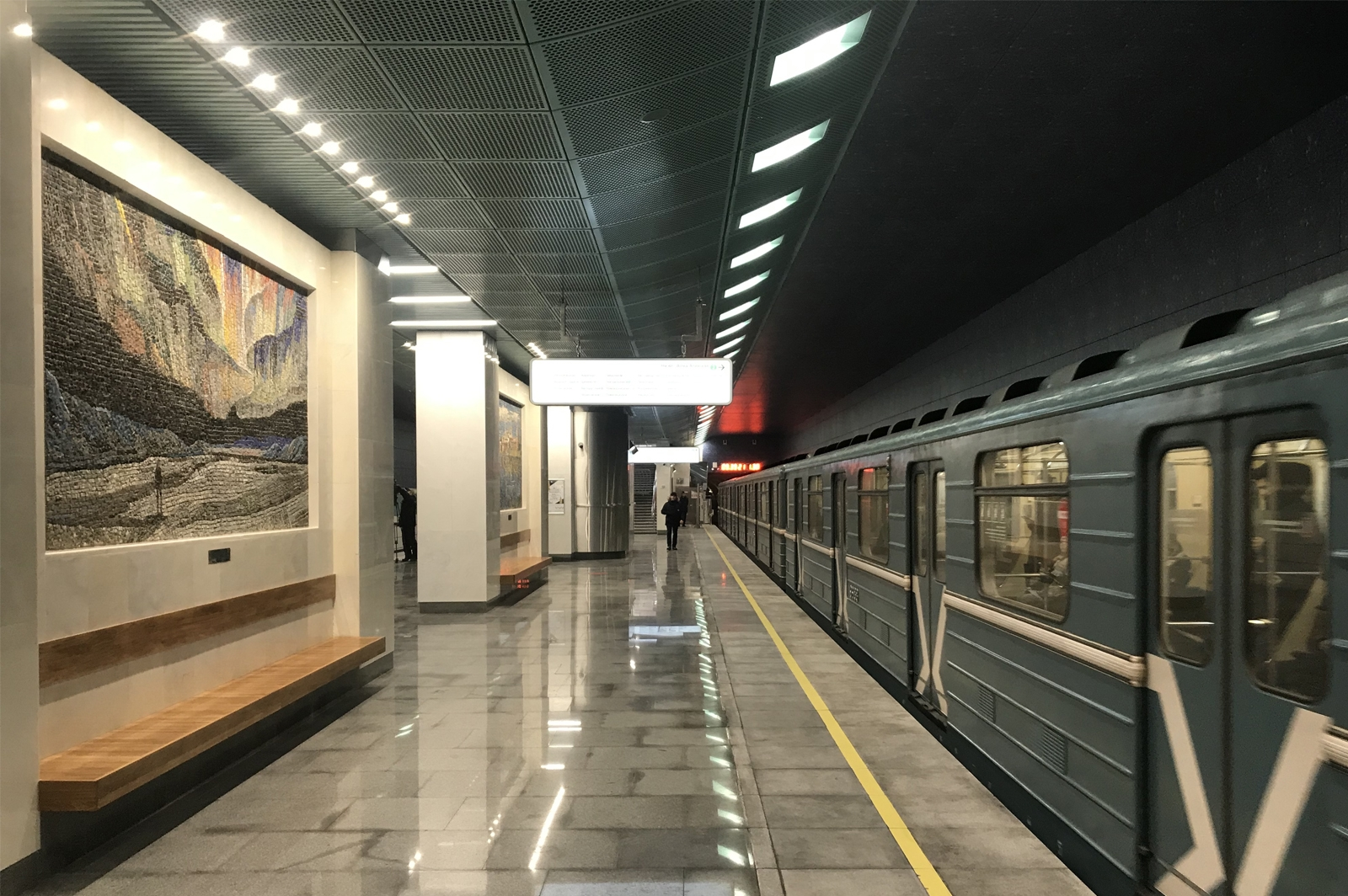